# Stanley Cup playoff 1997
I playoff della Stanley Cup 1997 del campionato NHL 1996-1997 hanno avuto inizio il 17 aprile 1997. Le sedici squadre qualificate per i playoff, otto da ciascuna Conference, hanno giocato una serie di partite al meglio di sette per i quarti di finale, semifinali e finali di Conference. I vincitori delle due Conference hanno disputato una serie di partite al meglio di sette per la conquista della Stanley Cup. I campioni di ciascuna Division conservarono il proprio ranking per l'intera durata dei playoff, mentre le altre squadre furono ricollocate nella graduatoria dopo ciascun turno.
Per la prima volta dopo trenta stagioni i Boston Bruins conclusero la stagione regolare con un record negativo e fuori dai playoff. L'ultima stagione nella quale i Bruins non si erano qualificati era stata nel 1966-1967, l'ultima dell'era delle Original Six. Il record di 29 stagioni consecutive ai playoff rimase imbattuto in tutti gli sport professionistici nordamericani. Si qualificarono al primo anno di vita i Phoenix Coyotes, fino alla stagione precedente con sede a Winnipeg con il nome di Jets. Per l'ultima volta in carriera Wayne Gretzky disputò i playoff NHL.

## Squadre partecipanti

### Eastern Conference
1. New Jersey Devils - vincitori della Atlantic Division e della stagione regolare nella Eastern Conference, 104 punti
2. Buffalo Sabres - vincitori della Northeast Division, 92 punti
3. Philadelphia Flyers - 103 punti
4. Florida Panthers - 89 punti
5. New York Rangers - 86 punti
6. Pittsburgh Penguins - 84 punti
7. Ottawa Senators - 77 punti
8. Montreal Canadiens - 77 punti

### Western Conference
1. Colorado Avalanche - vincitori della Pacific Division e della stagione regolare nella Western Conference e del Presidents' Trophy, 107 punti
2. Dallas Stars - vincitori della Central Division, 104 punti
3. Detroit Red Wings - 94 punti
4. Mighty Ducks Anaheim - 85 punti
5. Phoenix Coyotes - 86 punti
6. St. Louis Blues - 86 punti
7. Edmonton Oilers - 81 punti
8. Chicago Blackhawks - 81 punti

### Tabellone
In ciascun turno la squadra con il ranking più alto si sfidò con quella dal posizionamento più basso, usufruendo anche del vantaggio del fattore campo. Nella finale di Stanley Cup il fattore campo fu determinato dai punti ottenuti in stagione regolare dalle due squadre. Ciascuna serie, al meglio delle sette gare, seguì il formato 2–2–1–1–1: la squadra migliore in stagione regolare avrebbe disputato in casa Gara-1 e 2, (se necessario anche Gara-5 e 7), mentre quella posizionata peggio avrebbe giocato nel proprio palazzetto Gara-3 e 4 (se necessario anche Gara-6).
|  | Quarti di finale Conference | Quarti di finale Conference                      | Quarti di finale Conference |   |                     | Semifinali Conference | Semifinali Conference | Semifinali Conference |                    |                    | Finali Conference   | Finali Conference  | Finali Conference  |  |  | Finale Stanley Cup | Finale Stanley Cup | Finale Stanley Cup |
|  |                             |                                                  |                             |   |                     |                       |                       |                       |                    |                    |                     |                    |                    |  |  |                    |                    |                    |
|  | 1                           | New Jersey Devils                                | 4                           |   |                     | 1                     | New Jersey Devils     | 1                     |                    |                    |                     |                    |                    |  |  |                    |                    |                    |
|  | 8                           | Montreal Canadiens                               | 1                           |   |                     | 5                     | New York Rangers      | 4                     |                    |                    |                     |                    |                    |  |  |                    |                    |                    |
|  |                             |                                                  |                             |   |                     |                       |                       |                       |                    |                    |                     |                    |                    |  |  |                    |                    |                    |
|  | 2                           | Buffalo Sabres                                   | 4                           |   |                     |                       |                       |                       | Eastern Conference | Eastern Conference | Eastern Conference  | Eastern Conference | Eastern Conference |  |  |                    |                    |                    |
|  | 2                           | Buffalo Sabres                                   | 4                           |   |                     |                       |                       |                       | Eastern Conference | Eastern Conference | Eastern Conference  | Eastern Conference | Eastern Conference |  |  |                    |                    |                    |
|  | 7                           | Ottawa Senators                                  | 3                           |   |                     |                       |                       |                       |                    |                    |                     |                    |                    |  |  |                    |                    |                    |
|  | 7                           | Ottawa Senators                                  | 3                           |   |                     |                       |                       |                       |                    | 5                  | New York Rangers    | 1                  |                    |  |  |                    |                    |                    |
|  |                             |                                                  |                             |   |                     |                       |                       |                       |                    | 5                  | New York Rangers    | 1                  |                    |  |  |                    |                    |                    |
|  |                             | 3                                                | Philadelphia Flyers         | 4 |                     |                       |                       |                       |                    |                    |                     |                    |                    |  |  |                    |                    |                    |
|  | 3                           | 3                                                | Philadelphia Flyers         | 4 | Philadelphia Flyers | 4                     |                       |                       |                    |                    |                     |                    |                    |  |  |                    |                    |                    |
|  | 3                           |                                                  |                             |   | Philadelphia Flyers | 4                     |                       |                       |                    |                    |                     |                    |                    |  |  |                    |                    |                    |
|  | 6                           | Pittsburgh Penguins                              | 1                           |   |                     |                       |                       |                       |                    |                    |                     |                    |                    |  |  |                    |                    |                    |
|  | 6                           | Pittsburgh Penguins                              | 1                           |   |                     |                       |                       |                       |                    |                    |                     |                    |                    |  |  |                    |                    |                    |
|  |                             |                                                  |                             |   |                     |                       |                       |                       |                    |                    |                     |                    |                    |  |  |                    |                    |                    |
|  |                             |                                                  |                             |   |                     |                       |                       |                       |                    |                    |                     |                    |                    |  |  |                    |                    |                    |
|  | 4                           | Florida Panthers                                 | 1                           |   | 2                   | Buffalo Sabres        | 1                     |                       |                    |                    |                     |                    |                    |  |  |                    |                    |                    |
|  | 4                           | Florida Panthers                                 | 1                           |   | 2                   | Buffalo Sabres        | 1                     |                       |                    |                    |                     |                    |                    |  |  |                    |                    |                    |
|  | 5                           | New York Rangers                                 | 4                           |   |                     | 3                     | Philadelphia Flyers   | 4                     |                    |                    |                     |                    |                    |  |  |                    |                    |                    |
|  | 5                           | New York Rangers                                 | 4                           |   |                     |                       |                       |                       |                    | E3                 | Philadelphia Flyers | 0                  |                    |  |  |                    |                    |                    |
|  |                             | (Accoppiamenti ristabiliti dopo il primo turno.) |                             |   |                     |                       |                       |                       |                    | E3                 | Philadelphia Flyers | 0                  |                    |  |  |                    |                    |                    |
|  |                             | W3                                               | Detroit Red Wings           | 4 |                     |                       |                       |                       |                    |                    |                     |                    |                    |  |  |                    |                    |                    |
|  | 1                           | W3                                               | Detroit Red Wings           | 4 | Colorado Avalanche  | 4                     |                       |                       | 1                  | Colorado Avalanche | 4                   |                    |                    |  |  |                    |                    |                    |
|  | 1                           |                                                  |                             |   | Colorado Avalanche  | 4                     |                       |                       | 1                  | Colorado Avalanche | 4                   |                    |                    |  |  |                    |                    |                    |
|  | 8                           | Chicago Blackhawks                               | 2                           |   |                     | 7                     | Edmonton Oilers       | 1                     |                    |                    |                     |                    |                    |  |  |                    |                    |                    |
|  | 8                           | Chicago Blackhawks                               | 2                           |   |                     | 7                     | Edmonton Oilers       | 1                     |                    |                    |                     |                    |                    |  |  |                    |                    |                    |
|  |                             |                                                  |                             |   |                     |                       |                       |                       |                    |                    |                     |                    |                    |  |  |                    |                    |                    |
|  | 2                           | Dallas Stars                                     | 3                           |   |                     |                       |                       |                       |                    |                    |                     |                    |                    |  |  |                    |                    |                    |
|  | 2                           | Dallas Stars                                     | 3                           |   |                     |                       |                       |                       |                    |                    |                     |                    |                    |  |  |                    |                    |                    |
|  | 7                           | Edmonton Oilers                                  | 4                           |   |                     |                       |                       |                       |                    |                    |                     |                    |                    |  |  |                    |                    |                    |
|  | 7                           | Edmonton Oilers                                  | 4                           |   |                     |                       |                       |                       | 1                  | Colorado Avalanche | 2                   |                    |                    |  |  |                    |                    |                    |
|  |                             |                                                  |                             |   |                     |                       |                       |                       | 1                  | Colorado Avalanche | 2                   |                    |                    |  |  |                    |                    |                    |
|  |                             | 3                                                | Detroit Red Wings           | 4 |                     |                       |                       |                       |                    |                    |                     |                    |                    |  |  |                    |                    |                    |
|  | 3                           | 3                                                | Detroit Red Wings           | 4 | Detroit Red Wings   | 4                     |                       |                       |                    |                    |                     |                    |                    |  |  |                    |                    |                    |
|  | 3                           |                                                  |                             |   | Detroit Red Wings   | 4                     |                       |                       |                    |                    |                     |                    |                    |  |  |                    |                    |                    |
|  | 6                           | St. Louis Blues                                  | 2                           |   |                     |                       |                       |                       |                    |                    | Western Conference  | Western Conference | Western Conference |  |  |                    |                    |                    |
|  | 6                           | St. Louis Blues                                  | 2                           |   |                     |                       |                       |                       |                    |                    | Western Conference  | Western Conference | Western Conference |  |  |                    |                    |                    |
|  |                             |                                                  |                             |   |                     |                       |                       |                       |                    |                    |                     |                    |                    |  |  |                    |                    |                    |
|  | 4                           | Mighty Ducks Anaheim                             | 4                           |   | 3                   | Detroit Red Wings     | 4                     |                       |                    |                    |                     |                    |                    |  |  |                    |                    |                    |
|  | 4                           | Mighty Ducks Anaheim                             | 4                           |   | 3                   | Detroit Red Wings     | 4                     |                       |                    |                    |                     |                    |                    |  |  |                    |                    |                    |
|  | 5                           | Phoenix Coyotes                                  | 3                           |   |                     | 4                     | Mighty Ducks Anaheim  | 0                     |                    |                    |                     |                    |                    |  |  |                    |                    |                    |

## Eastern Conference

### Quarti di finale di Conference

#### New Jersey - Montreal
| East Rutherford 17 aprile 1997 | Montreal Canadiens | 2 – 5 (0-2; 2-0; 0-3) referto | New Jersey Devils | Continental Airlines Arena (19.040 spett.)\| Arbitro: \| Don Koharski \| |
| Arbitro:                       | Don Koharski       |                               |                   |                                                                          |

| East Rutherford 19 aprile 1997 | Montreal Canadiens | 1 – 4 (0-1; 0-2; 1-1) referto | New Jersey Devils | Continental Airlines Arena (19.040 spett.)\| Arbitro: \| Stephen Walkom \| |
| Arbitro:                       | Stephen Walkom     |                               |                   |                                                                            |

| Montréal 22 aprile 1997 | New Jersey Devils | 6 – 4 (2-2; 2-1; 2-1) referto | Montreal Canadiens | Centre Molson (21.008 spett.)\| Arbitro: \| Kerry Fraser \| |
| Arbitro:                | Kerry Fraser      |                               |                    |                                                             |

| Montréal 24 aprile 1997 | New Jersey Devils | 3 – 4 (d.t.s.) (2-0; 0-1; 1-2; 0-0; 0-0) referto | Montreal Canadiens | Centre Molson (21.008 spett.)\| Arbitro: \| Mick McGeough \| |
| Arbitro:                | Mick McGeough     |                                                  |                    |                                                              |

| East Rutherford 26 aprile 1997 | Montreal Canadiens | 0 – 4 (0-1; 0-1; 0-2) referto | New Jersey Devils | Continental Airlines Arena (19.040 spett.)\| Arbitro: \| Bill McCreary \| |
| Arbitro:                       | Bill McCreary      |                               |                   |                                                                           |

#### Buffalo - Ottawa
| Buffalo 17 aprile 1997 | Ottawa Senators | 1 – 3 (0-0; 0-1; 1-2) referto | Buffalo Sabres | Marine Midland Arena (18.595 spett.)\| Arbitro: \| Rob Shick \| |
| Arbitro:               | Rob Shick       |                               |                |                                                                 |

| Buffalo 19 aprile 1997 | Ottawa Senators  | 3 – 1 (1-0; 1-1; 1-0) referto | Buffalo Sabres | Marine Midland Arena (18.595 spett.)\| Arbitro: \| Richard Trottier \| |
| Arbitro:               | Richard Trottier |                               |                |                                                                        |

| Ottawa 21 aprile 1997 | Buffalo Sabres | 3 – 2 (0-0; 1-2; 2-0) referto | Ottawa Senators | Corel Centre (18.500 spett.)\| Arbitro: \| Kerry Fraser \| |
| Arbitro:              | Kerry Fraser   |                               |                 |                                                            |

| Ottawa 23 aprile 1997 | Buffalo Sabres | 0 – 1 (d.t.s.) (0-0; 0-0; 0-0) referto | Ottawa Senators | Corel Centre (18.500 spett.)\| Arbitro: \| Mick McGeough \| |
| Arbitro:              | Mick McGeough  |                                        |                 |                                                             |

| Buffalo 25 aprile 1997 | Ottawa Senators | 4 – 1 (1-0; 1-0; 2-1) referto | Buffalo Sabres | Marine Midland Arena (18.595 spett.)\| Arbitro: \| Dan Marouelli \| |
| Arbitro:               | Dan Marouelli   |                               |                |                                                                     |

| Ottawa 27 aprile 1997 | Buffalo Sabres | 3 – 0 (1-0; 1-0; 1-0) referto | Ottawa Senators | Corel Centre (18.500 spett.)\| Arbitro: \| Terry Gregson \| |
| Arbitro:              | Terry Gregson  |                               |                 |                                                             |

| Buffalo 29 aprile 1997 | Ottawa Senators | 2 – 3 (d.t.s.) (1-0; 0-1; 1-1) referto | Buffalo Sabres | Marine Midland Arena (18.595 spett.)\| Arbitro: \| Bill McCreary \| |
| Arbitro:               | Bill McCreary   |                                        |                |                                                                     |

#### Philadelphia - Pittsburgh
| Filadelfia 17 aprile 1997 | Pittsburgh Penguins | 1 – 5 (0-1; 0-2; 1-2) referto | Philadelphia Flyers | CoreStates Center (19.618 spett.)\| Arbitro: \| Dan Marouelli \| |
| Arbitro:                  | Dan Marouelli       |                               |                     |                                                                  |

| Filadelfia 19 aprile 1997 | Pittsburgh Penguins | 2 – 3 (1-0; 0-0; 1-3) referto | Philadelphia Flyers | CoreStates Center (19.812 spett.)\| Arbitro: \| Mick McGeough \| |
| Arbitro:                  | Mick McGeough       |                               |                     |                                                                  |

| Pittsburgh 21 aprile 1997 | Philadelphia Flyers | 5 – 3 (1-2; 3-0; 1-1) referto | Pittsburgh Penguins | Civic Arena (17.355 spett.)\| Arbitro: \| Rob Shick \| |
| Arbitro:                  | Rob Shick           |                               |                     |                                                        |

| Pittsburgh 23 aprile 1997 | Philadelphia Flyers | 1 – 4 (1-3; 0-0; 0-1) referto | Pittsburgh Penguins | Civic Arena (17.355 spett.)\| Arbitro: \| Don Koharski \| |
| Arbitro:                  | Don Koharski        |                               |                     |                                                           |

| Filadelfia 25 aprile 1997 | Pittsburgh Penguins | 3 – 6 (2-3; 1-2; 0-1) referto | Philadelphia Flyers | CoreStates Center (20.009 spett.)\| Arbitro: \| Mark Faucette \| |
| Arbitro:                  | Mark Faucette       |                               |                     |                                                                  |

#### Florida - NY Rangers
| Miami 17 aprile 1997 | New York Rangers | 0 – 3 (0-0; 0-3; 0-0) referto | Florida Panthers | Miami Arena (14.703 spett.)\| Arbitro: \| Kerry Fraser \| |
| Arbitro:             | Kerry Fraser     |                               |                  |                                                           |

| Miami 20 aprile 1997 | New York Rangers | 3 – 0 (0-0; 2-0; 1-0) referto | Florida Panthers | Miami Arena (14.703 spett.)\| Arbitro: \| Don Koharski \| |
| Arbitro:             | Don Koharski     |                               |                  |                                                           |

| New York 22 aprile 1997 | Florida Panthers | 3 – 4 (d.t.s.) (0-2; 3-0; 0-1) referto | New York Rangers | Madison Square Garden (18.200 spett.)\| Arbitro: \| Dan Marouelli \| |
| Arbitro:                | Dan Marouelli    |                                        |                  |                                                                      |

| New York 23 aprile 1997 | Florida Panthers | 2 – 3 (1-0; 0-3; 1-0) referto | New York Rangers | Madison Square Garden (18.200 spett.)\| Arbitro: \| Richard Trottier \| |
| Arbitro:                | Richard Trottier |                               |                  |                                                                         |

| Miami 25 aprile 1997 | New York Rangers | 3 – 2 (d.t.s.) (1-1; 1-0; 0-1) referto | Florida Panthers | Miami Arena (14.703 spett.)\| Arbitro: \| Paul Devorski \| |
| Arbitro:             | Paul Devorski    |                                        |                  |                                                            |

### Semifinali di Conference

#### New Jersey - NY Rangers
| East Rutherford 2 maggio 1997 | New York Rangers | 0 – 2 (0-0; 0-1; 0-1) referto | New Jersey Devils | Continental Airlines Arena (19.040 spett.)\| Arbitro: \| Terry Gregson \| |
| Arbitro:                      | Terry Gregson    |                               |                   |                                                                           |

| East Rutherford 4 maggio 1997 | New York Rangers | 2 – 0 (1-0; 0-0; 1-0) referto | New Jersey Devils | Continental Airlines Arena (19.040 spett.)\| Arbitro: \| Rob Shick \| |
| Arbitro:                      | Rob Shick        |                               |                   |                                                                       |

| New York 6 maggio 1997 | New Jersey Devils | 2 – 3 (1-2; 1-1; 0-0) referto | New York Rangers | Madison Square Garden (18.200 spett.)\| Arbitro: \| Kerry Fraser \| |
| Arbitro:               | Kerry Fraser      |                               |                  |                                                                     |

| New York 8 maggio 1997 | New Jersey Devils | 0 – 3 (0-1; 0-1; 0-1) referto | New York Rangers | Madison Square Garden (18.200 spett.)\| Arbitro: \| Mark Faucette \| |
| Arbitro:               | Mark Faucette     |                               |                  |                                                                      |

| East Rutherford 11 maggio 1997 | New York Rangers | 2 – 1 (d.t.s.) (1-0; 0-0; 0-0) referto | New Jersey Devils | Continental Airlines Arena (19.040 spett.)\| Arbitro: \| Don Koharski \| |
| Arbitro:                       | Don Koharski     |                                        |                   |                                                                          |

#### Buffalo - Philadelphia
| Buffalo 3 maggio 1997 | Philadelphia Flyers | 5 – 3 (0-0; 2-3; 3-0) referto | Buffalo Sabres | Marine Midland Arena (18.595 spett.)\| Arbitro: \| Don Koharski \| |
| Arbitro:              | Don Koharski        |                               |                |                                                                    |

| Buffalo 5 maggio 1997 | Philadelphia Flyers | 2 – 1 (2-0; 0-1; 0-0) referto | Buffalo Sabres | Marine Midland Arena (18.595 spett.)\| Arbitro: \| Paul Devorski \| |
| Arbitro:              | Paul Devorski       |                               |                |                                                                     |

| Filadelfia 7 maggio 1997 | Buffalo Sabres | 1 – 4 (1-3; 0-0; 0-1) referto | Philadelphia Flyers | CoreStates Center (20.051 spett.)\| Arbitro: \| Terry Gregson \| |
| Arbitro:                 | Terry Gregson  |                               |                     |                                                                  |

| Filadelfia 9 maggio 1997 | Buffalo Sabres | 5 – 4 (d.t.s.) (1-1; 0-1; 3-2) referto | Philadelphia Flyers | CoreStates Center (20.066 spett.)\| Arbitro: \| Rob Shick \| |
| Arbitro:                 | Rob Shick      |                                        |                     |                                                              |

| Buffalo 11 maggio 1997 | Philadelphia Flyers | 6 – 3 (0-0; 4-3; 2-0) referto | Buffalo Sabres | Marine Midland Arena (18.595 spett.)\| Arbitro: \| Bill McCreary \| |
| Arbitro:               | Bill McCreary       |                               |                |                                                                     |

### Finale di Conference

#### Philadelphia - NY Rangers
| Filadelfia 16 maggio 1997 | New York Rangers | 1 – 3 (0-2; 0-0; 1-1) referto | Philadelphia Flyers | CoreStates Center (20.074 spett.)\| Arbitro: \| Dan Marouelli \| |
| Arbitro:                  | Dan Marouelli    |                               |                     |                                                                  |

| Filadelfia 18 maggio 1997 | New York Rangers | 5 – 4 (3-1; 2-3; 0-0) referto | Philadelphia Flyers | CoreStates Center (20.106 spett.)\| Arbitro: \| Rob Shick \| |
| Arbitro:                  | Rob Shick        |                               |                     |                                                              |

| New York 20 maggio 1997 | Philadelphia Flyers | 6 – 3 (2-0; 0-0; 4-3) referto | New York Rangers | Madison Square Garden (18.200 spett.)\| Arbitro: \| Bill McCreary \| |
| Arbitro:                | Bill McCreary       |                               |                  |                                                                      |

| New York 23 maggio 1997 | Philadelphia Flyers | 3 – 2 (1-0; 0-0; 2-2) referto | New York Rangers | Madison Square Garden (18.200 spett.)\| Arbitro: \| Kerry Fraser \| |
| Arbitro:                | Kerry Fraser        |                               |                  |                                                                     |

| Filadelfia 25 maggio 1997 | New York Rangers | 2 – 4 (2-3; 0-0; 0-1) referto | Philadelphia Flyers | CoreStates Center (20.051 spett.)\| Arbitro: \| Terry Gregson \| |
| Arbitro:                  | Terry Gregson    |                               |                     |                                                                  |

## Western Conference

### Quarti di finale di Conference

#### Colorado - Chicago
| Denver 16 aprile 1997 | Chicago Blackhawks | 0 – 6 (0-4; 0-1; 0-1) referto | Colorado Avalanche | McNichols Sports Arena (16.061 spett.)\| Arbitro: \| Mark Faucette \| |
| Arbitro:              | Mark Faucette      |                               |                    |                                                                       |

| Denver 18 aprile 1997 | Chicago Blackhawks | 1 – 3 (1-2; 0-1; 0-0) referto | Colorado Avalanche | McNichols Sports Arena (16.061 spett.)\| Arbitro: \| Paul Devorski \| |
| Arbitro:              | Paul Devorski      |                               |                    |                                                                       |

| Chicago 20 aprile 1997 | Colorado Avalanche | 3 – 4 (d.t.s.) (0-1; 1-1; 2-1; 0-0) referto | Chicago Blackhawks | United Center (17.385 spett.)\| Arbitro: \| Bill McCreary \| |
| Arbitro:               | Bill McCreary      |                                             |                    |                                                              |

| Chicago 22 aprile 1997 | Colorado Avalanche | 3 – 6 (0-0; 0-0; 0-0) referto | Chicago Blackhawks | United Center (19.046 spett.)\| Arbitro: \| Rob Shick \| |
| Arbitro:               | Rob Shick          |                               |                    |                                                          |

| Denver 24 aprile 1997 | Chicago Blackhawks | 0 – 7 (0-3; 0-2; 0-2) referto | Colorado Avalanche | McNichols Sports Arena (16.061 spett.)\| Arbitro: \| Kerry Fraser \| |
| Arbitro:              | Kerry Fraser       |                               |                    |                                                                      |

| Chicago 26 aprile 1997 | Colorado Avalanche | 6 – 3 (1-3; 2-0; 3-0) referto | Chicago Blackhawks | United Center (21.172 spett.)\| Arbitro: \| Dan Marouelli \| |
| Arbitro:               | Dan Marouelli      |                               |                    |                                                              |

#### Dallas - Edmonton
| Dallas 16 aprile 1997 | Edmonton Oilers | 3 – 5 (2-2; 0-0; 1-3) referto | Dallas Stars | Reunion Arena (16.418 spett.)\| Arbitro: \| Terry Gregson \| |
| Arbitro:              | Terry Gregson   |                               |              |                                                              |

| Dallas 18 aprile 1997 | Edmonton Oilers | 4 – 0 (1-0; 1-0; 2-0) referto | Dallas Stars | Reunion Arena (16.924 spett.)\| Arbitro: \| Bill McCreary \| |
| Arbitro:              | Bill McCreary   |                               |              |                                                              |

| Edmonton 20 aprile 1997 | Dallas Stars  | 3 – 4 (d.t.s.) (2-0; 1-0; 0-3) referto | Edmonton Oilers | Edmonton Coliseum (17.099 spett.)\| Arbitro: \| Mark Faucette \| |
| Arbitro:                | Mark Faucette |                                        |                 |                                                                  |

| Edmonton 22 aprile 1997 | Dallas Stars  | 4 – 3 (1-1; 1-1; 2-1) referto | Edmonton Oilers | Edmonton Coliseum (17.099 spett.)\| Arbitro: \| Paul Devorski \| |
| Arbitro:                | Paul Devorski |                               |                 |                                                                  |

| Dallas 25 aprile 1997 | Edmonton Oilers | 1 – 0 (d.t.s.) (0-0; 0-0; 0-0; 0-0) referto | Dallas Stars | Reunion Arena (16.924 spett.)\| Arbitro: \| Stephen Walkom \| |
| Arbitro:              | Stephen Walkom  |                                             |              |                                                               |

| Edmonton 27 aprile 1997 | Dallas Stars | 3 – 2 (1-1; 1-1; 1-0) referto | Edmonton Oilers | Edmonton Coliseum (17.099 spett.)\| Arbitro: \| Rob Shick \| |
| Arbitro:                | Rob Shick    |                               |                 |                                                              |

| Dallas 29 aprile 1997 | Edmonton Oilers | 4 – 3 (d.t.s.) (1-1; 2-2; 0-0) referto | Dallas Stars | Reunion Arena (16.924 spett.)\| Arbitro: \| Kerry Fraser \| |
| Arbitro:              | Kerry Fraser    |                                        |              |                                                             |

#### Detroit - St. Louis
| Detroit 16 aprile 1997 | St. Louis Blues | 2 – 0 (2-0; 0-0; 0-0) referto | Detroit Red Wings | Joe Louis Arena (19.983 spett.)\| Arbitro: \| Bill McCreary \| |
| Arbitro:               | Bill McCreary   |                               |                   |                                                                |

| Detroit 18 aprile 1997 | St. Louis Blues | 1 – 2 (0-1; 0-0; 0-1) referto | Detroit Red Wings | Joe Louis Arena (19.983 spett.)\| Arbitro: \| Rob Shick \| |
| Arbitro:               | Rob Shick       |                               |                   |                                                            |

| St. Louis 20 aprile 1997 | Detroit Red Wings | 3 – 2 (1-1; 2-1; 0-0) referto | St. Louis Blues | Kiel Center (19.273 spett.)\| Arbitro: \| Dan Marouelli \| |
| Arbitro:                 | Dan Marouelli     |                               |                 |                                                            |

| St. Louis 22 aprile 1997 | Detroit Red Wings | 0 – 4 (0-2; 0-0; 0-2) referto | St. Louis Blues | Kiel Center (19.787 spett.)\| Arbitro: \| Mark Faucette \| |
| Arbitro:                 | Mark Faucette     |                               |                 |                                                            |

| Detroit 25 aprile 1997 | St. Louis Blues | 2 – 5 (1-1; 1-3; 0-1) referto | Detroit Red Wings | Joe Louis Arena (19.983 spett.)\| Arbitro: \| Stephen Walkom \| |
| Arbitro:               | Stephen Walkom  |                               |                   |                                                                 |

| Edmonton 27 aprile 1997 | Detroit Red Wings | 3 – 1 (1-1; 1-0; 1-0) referto | St. Louis Blues | Edmonton Coliseum (19.257 spett.)\| Arbitro: \| Rob Shick \| |
| Arbitro:                | Rob Shick         |                               |                 |                                                              |

#### Anaheim - Phoenix
| Anaheim 16 aprile 1997 | Phoenix Coyotes | 2 – 4 (0-2; 2-1; 0-1) referto | Mighty Ducks of Anaheim | Arrowhead Pond (16.418 spett.)\| Arbitro: \| Paul Devorski \| |
| Arbitro:               | Paul Devorski   |                               |                         |                                                               |

| Anaheim 18 aprile 1997 | Phoenix Coyotes | 2 – 4 (1-1; 0-1; 1-2) referto | Mighty Ducks of Anaheim | Arrowhead Pond (16.924 spett.)\| Arbitro: \| Mark Faucette \| |
| Arbitro:               | Mark Faucette   |                               |                         |                                                               |

| Phoenix 20 aprile 1997 | Mighty Ducks of Anaheim | 1 – 4 (1-3; 0-0; 0-1) referto | Phoenix Coyotes | America West Arena (16.210 spett.)\| Arbitro: \| Terry Gregson \| |
| Arbitro:               | Terry Gregson           |                               |                 |                                                                   |

| Phoenix 22 aprile 1997 | Mighty Ducks of Anaheim | 0 – 2 (0-0; 0-0; 0-2) referto | Phoenix Coyotes | America West Arena (16.210 spett.)\| Arbitro: \| Stephen Walkom \| |
| Arbitro:               | Stephen Walkom          |                               |                 |                                                                    |

| Anaheim 24 aprile 1997 | Phoenix Coyotes | 5 – 2 (1-1; 2-0; 2-1) referto | Mighty Ducks of Anaheim | Arrowhead Pond (17.174 spett.)\| Arbitro: \| Bill McCreary \| |
| Arbitro:               | Bill McCreary   |                               |                         |                                                               |

| Phoenix 27 aprile 1997 | Mighty Ducks of Anaheim | 3 – 2 (d.t.s.) (0-0; 1-1; 1-1) referto | Phoenix Coyotes | America West Arena (16.210 spett.)\| Arbitro: \| Don Koharski \| |
| Arbitro:               | Don Koharski            |                                        |                 |                                                                  |

| Anaheim 29 aprile 1997 | Phoenix Coyotes | 0 – 3 (0-1; 0-2; 0-0) referto | Mighty Ducks of Anaheim | Arrowhead Pond (17.174 spett.)\| Arbitro: \| Dan Marouelli \| |
| Arbitro:               | Dan Marouelli   |                               |                         |                                                               |

### Semifinali di Conference

#### Colorado - Edmonton
| Denver 2 maggio 1997 | Edmonton Oilers | 1 – 5 (0-2; 1-2; 0-1) referto | Colorado Avalanche | McNichols Sports Arena (16.061 spett.)\| Arbitro: \| Dan Marouelli \| |
| Arbitro:             | Dan Marouelli   |                               |                    |                                                                       |

| Denver 4 maggio 1997 | Edmonton Oilers | 1 – 4 (0-1; 1-2; 0-1) referto | Colorado Avalanche | McNichols Sports Arena (16.061 spett.)\| Arbitro: \| Mark Faucette \| |
| Arbitro:             | Mark Faucette   |                               |                    |                                                                       |

| Edmonton 7 maggio 1997 | Colorado Avalanche | 3 – 4 (1-2; 2-0; 0-2) referto | Edmonton Oilers | Edmonton Coliseum (17.099 spett.)\| Arbitro: \| Don Koharski \| |
| Arbitro:               | Don Koharski       |                               |                 |                                                                 |

| Edmonton 9 maggio 1997 | Colorado Avalanche | 3 – 2 (d.t.s.) (1-0; 1-2; 0-0) referto | Edmonton Oilers | Edmonton Coliseum (17.099 spett.)\| Arbitro: \| Paul Devorski \| |
| Arbitro:               | Paul Devorski      |                                        |                 |                                                                  |

| Denver 11 maggio 1997 | Edmonton Oilers | 3 – 4 (0-1; 2-1; 1-2) referto | Colorado Avalanche | McNichols Sports Arena (16.061 spett.)\| Arbitro: \| Kerry Fraser \| |
| Arbitro:              | Kerry Fraser    |                               |                    |                                                                      |

#### Detroit - Anaheim
| Detroit 2 maggio 1997 | Mighty Ducks of Anaheim | 1 – 2 (d.t.s.) (0-0; 1-0; 0-1) referto | Detroit Red Wings | Joe Louis Arena (19.983 spett.)\| Arbitro: \| Mark Faucette \| |
| Arbitro:              | Mark Faucette           |                                        |                   |                                                                |

| Detroit 4 maggio 1997 | Mighty Ducks of Anaheim | 2 – 3 (d.t.s.) (0-0; 0-1; 2-1; 0-0; 0-0) referto | Detroit Red Wings | Joe Louis Arena (19.983 spett.)\| Arbitro: \| Dan Marouelli \| |
| Arbitro:              | Dan Marouelli           |                                                  |                   |                                                                |

| Anaheim 6 maggio 1997 | Detroit Red Wings | 5 – 3 (1-2; 2-1; 2-0) referto | Mighty Ducks of Anaheim | Arrowhead Pond (17.174 spett.)\| Arbitro: \| Bill McCreary \| |
| Arbitro:              | Bill McCreary     |                               |                         |                                                               |

| Anaheim 8 maggio 1997 | Detroit Red Wings | 3 – 2 (d.t.s.) (1-1; 0-1; 1-0; 0-0) referto | Mighty Ducks of Anaheim | Arrowhead Pond (17.174 spett.)\| Arbitro: \| Kerry Fraser \| |
| Arbitro:              | Kerry Fraser      |                                             |                         |                                                              |

### Finale di Conference

#### Colorado - Detroit
| Denver 15 maggio 1997 | Detroit Red Wings | 1 – 2 (0-0; 0-0; 1-2) referto | Colorado Avalanche | McNichols Sports Arena (16.061 spett.)\| Arbitro: \| Terry Gregson \| |
| Arbitro:              | Terry Gregson     |                               |                    |                                                                       |

| Denver 17 maggio 1997 | Detroit Red Wings | 4 – 2 (0-1; 1-1; 3-0) referto | Colorado Avalanche | McNichols Sports Arena (16.061 spett.)\| Arbitro: \| Don Koharski \| |
| Arbitro:              | Don Koharski      |                               |                    |                                                                      |

| Detroit 19 maggio 1997 | Colorado Avalanche | 1 – 2 (0-1; 1-0; 0-1) referto | Detroit Red Wings | Joe Louis Arena (19.983 spett.)\| Arbitro: \| Kerry Fraser \| |
| Arbitro:               | Kerry Fraser       |                               |                   |                                                               |

| Detroit 22 maggio 1997 | Colorado Avalanche | 0 – 6 (0-2; 0-3; 0-1) referto | Detroit Red Wings | Joe Louis Arena (19.983 spett.)\| Arbitro: \| Paul Devorski \| |
| Arbitro:               | Paul Devorski      |                               |                   |                                                                |

| Denver 24 maggio 1997 | Detroit Red Wings | 0 – 6 (0-3; 0-3; 0-0) referto | Colorado Avalanche | McNichols Sports Arena (16.061 spett.)\| Arbitro: \| Dan Marouelli \| |
| Arbitro:              | Dan Marouelli     |                               |                    |                                                                       |

| Detroit 26 maggio 1997 | Colorado Avalanche | 1 – 3 (0-0; 0-1; 1-2) referto | Detroit Red Wings | Joe Louis Arena (19.983 spett.)\| Arbitro: \| Bill McCreary \| |
| Arbitro:               | Bill McCreary      |                               |                   |                                                                |

## Finale Stanley Cup
La finale della Stanley Cup 1997 è stata una serie al meglio delle sette gare che ha determinato il campione della National Hockey League per la stagione 1996-1997. I Detroit Red Wings hanno sconfitto i Philadelphia Flyers in quattro partite e si sono aggiudicati la Stanley Cup per l'ottava volta nella loro storia, la seconda consecutiva. Per i Red Wings si trattò della ventesima partecipazione alla finale e del primo successo dopo 42 anni, mentre per i Flyers si trattò della settima finale disputata.

## Statistiche

### Classifica marcatori
La seguente lista elenca i migliori marcatori al termine dei playoff.

| Giocatore         | Squadra             | PG | G  | A  | Pt | +/- | MP |
| ----------------- | ------------------- | -- | -- | -- | -- | --- | -- |
| Eric Lindros      | Philadelphia Flyers | 19 | 12 | 14 | 32 | +7  | 40 |
| Joe Sakic         | Colorado Avalanche  | 17 | 8  | 17 | 25 | +5  | 14 |
| Claude Lemieux    | Colorado Avalanche  | 17 | 13 | 10 | 23 | +7  | 32 |
| Valerij Kamenskij | Colorado Avalanche  | 17 | 8  | 14 | 22 | -1  | 16 |
| Rod Brind'Amour   | Philadelphia Flyers | 19 | 13 | 8  | 21 | +9  | 10 |
| John LeClair      | Philadelphia Flyers | 19 | 9  | 12 | 21 | +5  | 10 |
| Wayne Gretzky     | New York Rangers    | 15 | 10 | 10 | 20 | +5  | 2  |
| Sergej Fëdorov    | Detroit Red Wings   | 20 | 8  | 12 | 20 | +5  | 12 |
| Brendan Shanahan  | Detroit Red Wings   | 20 | 9  | 8  | 17 | +8  | 43 |
| Peter Forsberg    | Colorado Avalanche  | 14 | 5  | 12 | 17 | -6  | 10 |

### Classifica portieri
Questa è una tabella che combina i cinque migliori portieri dei playoff per media di gol subiti a gara con i cinque migliori portieri per percentuale di parate, con almeno quattro partite disputate. La tabella è ordinata per la media gol subiti, e i criteri di inclusione sono in grassetto.

| Giocatore          | Squadra              | PG | Min     | V  | S | OTS | TC  | GS | SO | Sv%  | MGS  |
| ------------------ | -------------------- | -- | ------- | -- | - | --- | --- | -- | -- | ---- | ---- |
| Martin Brodeur     | New Jersey Devils    | 10 | 658:48  | 5  | 5 | 2   | 268 | 19 | 2  | .929 | 1.73 |
| Mike Vernon        | Detroit Red Wings    | 20 | 1229:12 | 16 | 4 | 0   | 494 | 36 | 1  | .927 | 1.76 |
| Ron Tugnutt        | Ottawa Senators      | 7  | 424:37  | 3  | 4 | 1   | 169 | 14 | 1  | .917 | 1.98 |
| Guy Hebert         | Mighty Ducks Anaheim | 9  | 533:31  | 4  | 4 | 1   | 255 | 18 | 1  | .929 | 2.02 |
| Mike Richter       | New York Rangers     | 15 | 938:39  | 9  | 6 | 0   | 488 | 33 | 3  | .932 | 2.11 |
| Nikolaj Chabibulin | Phoenix Coyotes      | 7  | 425:52  | 3  | 4 | 1   | 222 | 15 | 1  | .932 | 2.11 |
| Patrick Roy        | Colorado Avalanche   | 17 | 1033:59 | 10 | 7 | 1   | 559 | 38 | 3  | .932 | 2.21 |